# NGC 4956
NGC 4956 ist eine Linsenförmige Galaxie vom Hubble-Typ S0 im Sternbild Jagdhunde am Nordsternhimmel. Sie ist schätzungsweise 214 Millionen Lichtjahre von der Milchstraße entfernt und hat einen Durchmesser von etwa 95.000 Lj. Gemeinsam mit NGC 4986, IC 4189, PGC 45937 und PGC 45410 bildet sie die kleine Galaxiengruppe LGG 329.

Im selben Himmelsareal befinden sich u. a. die Galaxien IC 4171, IC 4178.
Das Objekt wurde am 1. Mai 1785 vom deutsch-britischen Astronomen Wilhelm Herschel mit einem 18,7-Zoll-Spiegelteleskop entdeckt, der sie dabei mit „pB, S, R, bM and very suddenly fainter on the edges“ beschrieb.

## NGC 4956-Gruppe (LGG 329)
| Galaxie   | Alternativname | Entfernung/Mio. Lj |
| --------- | -------------- | ------------------ |
| NGC 4956  | PGC 45236      | 214                |
| NGC 4986  | PGC 45538      | 217                |
| IC 4189   | PGC 45336      | 217                |
| PGC 45937 | UGC 8199       | 221                |
| PGC 45410 | UGC 8200       | 214                |